# Uromedina javana
Uromedina javana là một loài ruồi trong họ Tachinidae.